# Mclusky
Mclusky ist eine britische Rockband aus Cardiff in Wales.

## Geschichte
Mitglieder waren seit der Gründung 1996 Andy „Falco“ Falkous als Sänger und Gitarrist, Matt Harding als Schlagzeuger und Jon Chapple als Bassist. 2003 schied Harding aus und wurde durch Jack Egglestone ersetzt. Am 7. Januar 2005 löste sich die Band auf.
Jon Chapple konzentrierte sich danach auf seine neue Band Shooting at Unarmed Men, während Andy Falkous und Jack Egglestone die Band Future of the Left gründeten, mit der sie seither vier Alben veröffentlichten.

## Stil
Besonders bekannt war die Band durch ihre Liveauftritte und das ausgefallene Bühnenverhalten ihres Bassisten.
Hervorzuheben sind ebenfalls die besonders popkulturell zitatreichen und humorvollen Texte der Band. So zitiert beispielsweise Mclusky Do Dallas den bekannten Pornofilm Debbie Does Dallas. Auch wird auf jedem Album mindestens einmal auf George Lucas’ Star Wars verwiesen.

## Diskografie
- 2000: My Pain and Sadness Is More Sad and Painful Than Yours
- 2002: Mclusky Do Dallas
- 2004: The Difference Between Me and You Is That I'm Not on Fire
- 2006: Mcluskyism (A-, B- und C-Seiten-Kompilation)
- 2025: The World Is Still Here and So Are We